# Liste der deutschen Botschafter in Zypern
Die Liste der deutschen Botschafter in Zypern enthält die Botschafter der Bundesrepublik Deutschland in Zypern. Sitz der Botschaft ist in Nikosia.
| Name                               | Amtszeit  |
| ---------------------------------- | --------- |
| Joseph Koenig                      | 1960–1965 |
| Jens Petersen                      | 1966–1968 |
| Alexander Török                    | 1968–1973 |
| Heinrich Sartorius                 | 1973–1976 |
| Gottfried Pagenstert               | 1977–1978 |
| Hanno von Graevenitz               | 1978–1979 |
| Gerhard Söhnke                     | 1979–1980 |
| Heinrich Friedrich Landau          | 1982      |
| Thilo Rötger                       | 1985–1992 |
| Henning Leopold von Hassell        | 1992      |
| Friedrich Garbers                  | 1994–1997 |
| Marie-Gabriele von Malsen-Tilborch | 1997–1999 |
| Peter Wittig                       | 1999–2002 |
| Jochen Trebesch                    | 2002–2005 |
| Rolf Kaiser                        | 2005–2008 |
| Gottfried Zeitz                    | 2008–2011 |
| Gabriela Guellil                   | 2011–2014 |
| Nikolai von Schoepff               | 2014–2017 |
| Franz Josef Kremp                  | 2017–2021 |
| Anke Schlimm                       | 2021–2025 |
| Hans-Peter Jugel                   | seit 2025 |